# ATRAC
ATRAC (Adaptive TRansform Acoustic Coding) is een door Sony ontwikkelde audiocompressietechnologie die gebaseerd is op psychoakoestiek.
Het menselijk gehoor is niet voor elke geluidsfrequentie even gevoelig. Door frequenties welke het menselijk gehoor toch niet kan waarnemen te verwijderen, is het mogelijk de hoeveelheid gegevens sterk te reduceren zonder dat daarbij de geluidskwaliteit sterk wordt aangetast. ATRAC-compressie gaat evenals MP3 gepaard met kwaliteitsverlies, hetgeen wil zeggen dat er tijdens het comprimeren gegevens verloren gaan. De bitrate van ATRAC-compressie is 292 kbps (voor stereo), wat neerkomt op een compressieverhouding van 4,83:1.

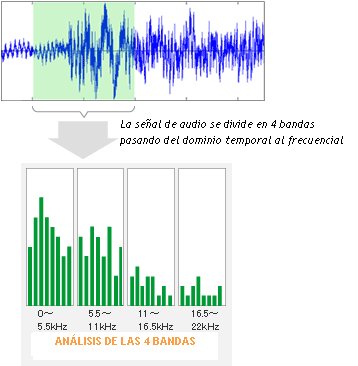
Het audiosignaal wordt door ATRAC in vier banden ingedeeld

ATRAC-compressie wordt gebruikt in minidisc-apparaten.
Octrooien in de Verenigde Staten en in andere landen vallen onder de licentie van Dolby Laboratories.